# Gran Premio de Malasia de Motociclismo de 1998

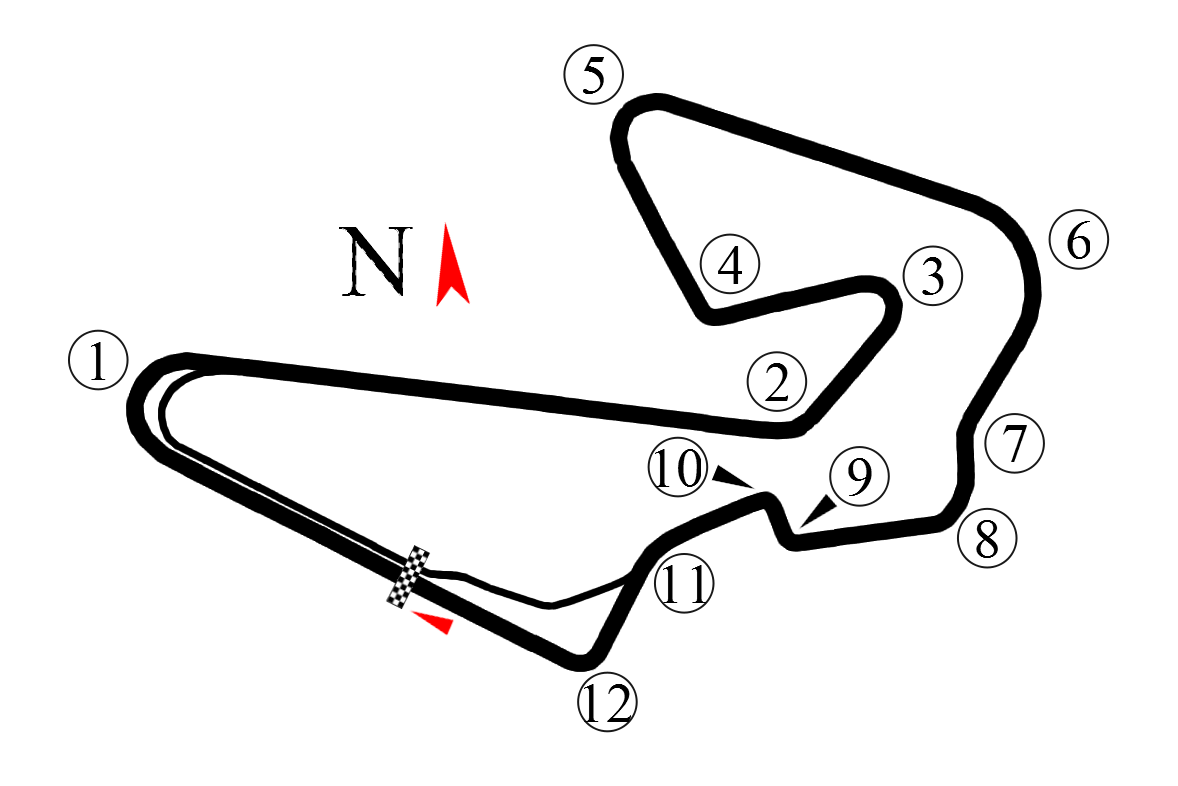
Trazado del circuito de Johor, Malasia

El Gran Premio de Malasia de Motociclismo de 1998 fue la segunda prueba del Campeonato del Mundo de Motociclismo de 1998. Tuvo lugar en el fin de semana del 17 al 19 de abril de 1998 en el Circuito de Johor, situado en Pasir Gudang, Johor, Malasia. La carrera de 500cc fue ganada por Mick Doohan, seguido de Carlos Checa y Max Biaggi. Tetsuya Harada ganó la prueba de 250cc, por delante de Tohru Ukawa y Olivier Jacque. La carrera de 125cc fue ganada por Noboru Ueda, Mirko Giansanti fue segundo y Tomomi Manako tercero.

## Resultados 500cc
| Pos. | N.º | Piloto                   | Constructor | Vueltas | Tiempo/Retirado | Grilla | Puntos |
| ---- | --- | ------------------------ | ----------- | ------- | --------------- | ------ | ------ |
| 1    | 1   | Mick Doohan              | Honda       | 30      | 45:15.533       | 1      | 25     |
| 2    | 8   | Carlos Checa             | Honda       | 30      | +2.634          | 3      | 20     |
| 3    | 6   | Max Biaggi               | Honda       | 30      | +4.410          | 2      | 16     |
| 4    | 4   | Àlex Crivillé            | Honda       | 30      | +10.619         | 17     | 13     |
| 5    | 19  | John Kocinski            | Honda       | 30      | +13.079         | 9      | 11     |
| 6    | 25  | Yukio Kagayama           | Suzuki      | 30      | +19.382         | 5      | 10     |
| 7    | 52  | Norihiko Fujiwara        | Yamaha      | 30      | +41.494         | 12     | 9      |
| 8    | 17  | Jurgen van den Goorbergh | Honda       | 30      | +48.970         | 18     | 8      |
| 9    | 28  | Ralf Waldmann            | Modenas KR3 | 30      | +52.131         | 13     | 7      |
| 10   | 18  | Garry McCoy              | Honda       | 30      | +1:00.294       | 16     | 6      |
| 11   | 10  | Kenny Roberts Jr         | Modenas KR3 | 30      | +1:20.245       | 19     | 5      |
| 12   | 23  | Matt Wait                | Honda       | 30      | +1:23.599       | 21     | 4      |
| 13   | 22  | Sébastien Gimbert        | Honda       | 30      | +1:34.532       | 20     | 3      |
| Ret  | 14  | Juan Bautista Borja      | Honda       | 11      | Accidente       | 15     |        |
| Ret  | 5   | Norick Abe               | Yamaha      | 6       | Accidente       | 7      |        |
| Ret  | 3   | Nobuatsu Aoki            | Suzuki      | 3       | Accidente       | 8      |        |
| Ret  | 57  | Fabio Carpani            | Honda       | 3       | Accidente       | 23     |        |
| Ret  | 21  | Kyoji Nanba              | Yamaha      | 1       | Accidente       | 4      |        |
| Ret  | 15  | Sete Gibernau            | Honda       | 1       | Accidente       | 15     |        |
| Ret  | 53  | Russel Wood              | Honda       | 1       | Accidente       | 24     |        |
| Ret  | 11  | Simon Crafar             | Yamaha      | 0       | Accidente       | 11     |        |
| Ret  | 2   | Tadayuki Okada           | Honda       | 0       | Accidente       | 6      |        |
| Ret  | 9   | Alex Barros              | Honda       | 0       | Accidente       | 10     |        |

- Pole Position: Mick Doohan, 1:28.225
- Vuelta Rápida: Mick Doohan, 1:29.636

## Resultados 250cc
| Pos. | N.º | Piloto              | Constructor | Vueltas | Tiempo/Retirado | Grilla | Puntos |
| ---- | --- | ------------------- | ----------- | ------- | --------------- | ------ | ------ |
| 1    | 31  | Tetsuya Harada      | Aprilia     | 28      | 42:55.302       | 5      | 25     |
| 2    | 5   | Tohru Ukawa         | Honda       | 28      | +1.259          | 7      | 20     |
| 3    | 19  | Olivier Jacque      | Honda       | 28      | +12.166         | 4      | 16     |
| 4    | 6   | Haruchika Aoki      | Honda       | 28      | +15.887         | 8      | 13     |
| 5    | 65  | Loris Capirossi     | Aprilia     | 28      | +18.934         | 3      | 11     |
| 6    | 4   | Stefano Perugini    | Honda       | 28      | +19.162         | 10     | 10     |
| 7    | 9   | Jeremy McWilliams   | TSR-Honda   | 28      | +21.821         | 9      | 9      |
| 8    | 11  | Jürgen Fuchs        | Aprilia     | 28      | +24.109         | 1      | 8      |
| 9    | 27  | Sebastián Porto     | Aprilia     | 28      | +26.216         | 6      | 7      |
| 10   | 17  | José Luis Cardoso   | Yamaha      | 28      | +34.541         | 11     | 6      |
| 11   | 7   | Takeshi Tsujimura   | Yamaha      | 28      | +40.510         | 14     | 5      |
| 12   | 44  | Roberto Rolfo       | TSR-Honda   | 28      | +45.201         | 13     | 4      |
| 13   | 12  | Noriyasu Numata     | Suzuki      | 28      | +45.397         | 19     | 3      |
| 14   | 24  | Jason Vincent       | TSR-Honda   | 28      | +47.662         | 17     | 2      |
| 15   | 18  | Osamu Miyazaki      | Yamaha      | 28      | +1:13.383       | 16     | 1      |
| 16   | 41  | Federico Gartner    | Aprilia     | 28      | +1:26.065       | 22     |        |
| 17   | 56  | Shahrol Yuzy        | Honda       | 28      | +1:31.633       | 23     |        |
| Ret  | 46  | Valentino Rossi     | Aprilia     | 27      | Accidente       | 2      |        |
| Ret  | 20  | William Costes      | Honda       | 18      |                 | 20     |        |
| Ret  | 25  | Yasumasa Hatakeyama | Honda       | 18      | Accidente       | 25     |        |
| Ret  | 37  | Luca Boscoscuro     | TSR-Honda   | 17      |                 | 15     |        |
| Ret  | 8   | Luis d'Antin        | Yamaha      | 17      | Accidente       | 18     |        |
| Ret  | 14  | Davide Bulega       | Honda       | 14      |                 | 24     |        |
| Ret  | 16  | Johan Stigefelt     | Suzuki      | 11      |                 | 12     |        |
| Ret  | 21  | Franco Battaini     | Yamaha      | 2       | Accidente       | 21     |        |

- Pole Position: Jürgen Fuchs, 1:30.395
- Vuelta Rápida: Valentino Rossi, 1:30.897

## Resultados 125cc
| Pos. | N.º | Piloto                | Constructor | Vueltas | Tiempo/Retirado | Grilla | Puntos |
| ---- | --- | --------------------- | ----------- | ------- | --------------- | ------ | ------ |
| 1    | 2   | Noboru Ueda           | Honda       | 26      | 41:34.332       | 1      | 25     |
| 2    | 32  | Mirko Giansanti       | Honda       | 26      | +0.277          | 3      | 20     |
| 3    | 3   | Tomomi Manako         | Honda       | 26      | +1.902          | 7      | 16     |
| 4    | 5   | Masaki Tokudome       | Aprilia     | 26      | +12.991         | 6      | 13     |
| 5    | 15  | Roberto Locatelli     | Honda       | 26      | +14.086         | 2      | 11     |
| 6    | 4   | Kazuto Sakata         | Aprilia     | 26      | +31.874         | 5      | 10     |
| 7    | 9   | Frédéric Petit        | Honda       | 26      | +36.955         | 11     | 9      |
| 8    | 29  | Ángel Nieto Jr        | Aprilia     | 26      | +37.508         | 14     | 8      |
| 9    | 20  | Masao Azuma           | Honda       | 26      | +39.492         | 10     | 7      |
| 10   | 21  | Arnaud Vincent        | Aprilia     | 26      | +42.748         | 21     | 6      |
| 11   | 22  | Steve Jenkner         | Aprilia     | 26      | +44.743         | 19     | 5      |
| 12   | 10  | Lucio Cecchinello     | Honda       | 26      | +44.950         | 12     | 4      |
| 13   | 8   | Gianluigi Scalvini    | Honda       | 26      | +56.948         | 8      | 3      |
| 14   | 39  | Jaroslav Huleš        | Honda       | 26      | +58.446         | 23     | 2      |
| 15   | 26  | Ivan Goi              | Aprilia     | 26      | +1:01.914       | 16     | 1      |
| 16   | 7   | Emilio Alzamora       | Aprilia     | 26      | +1:02.499       | 18     |        |
| 17   | 62  | Yoshiaki Katoh        | Yamaha      | 26      | +1:03.953       | 15     |        |
| 18   | 18  | Paolo Tessari         | Aprilia     | 26      | +1:20.527       | 20     |        |
| Ret  | 11  | José Ramirez          | Aprilia     | 7       |                 | 22     |        |
| Ret  | 16  | Christian Manna       | Yamaha      | 7       |                 | 25     |        |
| Ret  | 13  | Marco Melandri        | Honda       | 3       | Accidente       | 9      |        |
| Ret  | 17  | Juan Enrique Maturana | Yamaha      | 2       |                 | 17     |        |
| Ret  | 23  | Gino Borsoi           | Aprilia     | 0       | Accidente       | 13     |        |
| Ret  | 41  | Youichi Ui            | Yamaha      | 0       |                 | 4      |        |
| Ret  | 56  | Magilai Meganathan    | Honda       | 0       |                 | 26     |        |
| DNS  | 19  | Andrea Ballerini      | Honda       |         |                 | 24     |        |

- Pole Position: Noboru Ueda, 1:34.516
- Vuelta Rápida: Masao Azuma, 1:34.782